# UFC 149
UFC 149: Faber vs. Barao（ユーエフシー・ワンフォーティナイン：フェイバー・バーサス・バラオン）は、アメリカ合衆国の総合格闘技団体「UFC」の大会の一つ。2012年7月21日、カナダ・アルバータ州カルガリーのスコシアバンク・サドルドームで開催された。

## 大会概要
本大会ではTUF 15のコーチ対決となるドミニク・クルーズとユライア・フェイバーのUFC世界バンタム級タイトルマッチが予定されていたが、クルーズが怪我で欠場となりユライア・フェイバーとヘナン・バラオンによるUFC世界バンタム級暫定王座決定戦に変更された。
MFCライトヘビー級王者ライアン・ジモー、Bellator世界ミドル級王者ヘクター・ロンバードがUFCデビュー。

## 試合結果

### アーリープレリム
第1試合 ライト級ワンマッチ 5分3R
○  アントン・クイヴァネン vs.  ミッチ・クラーク ×
3R終了 判定2-1（29-28、28-29、29-28）
第2試合 フェザー級ワンマッチ 5分3R
○  アントニオ・カルバーリョ vs.  ダニエル・ピネダ ×
1R 1:11 KO（右ストレート→パウンド）

### プレリミナリーカード
第3試合 バンタム級ワンマッチ 5分3R
○  ブライアン・キャラウェイ vs.  ミッチ・ゲイグノン ×
3R 1:39 リアネイキドチョーク
第4試合 ライトヘビー級ワンマッチ 5分3R
○  ライアン・ジモー vs.  アンソニー・ペロシュ ×
1R 0:07 KO（右ストレート）
第5試合 バンタム級ワンマッチ 5分3R
○  フランシスコ・リベラ vs.  ローランド・デローム ×
1R 4:19 KO（左フック→パウンド）
※リベラの薬物検査失格によりノーコンテスト。
第6試合 ミドル級ワンマッチ 5分3R
○  ニック・リング vs.  コート・マッギー ×
3R終了 判定3-0（29-28、29-28、29-28）

### メインカード
第7試合 ウェルター級ワンマッチ 5分3R
○  マット・リドル vs.  クリス・クレメンツ ×
3R 2:02 肩固め
※リドルの薬物検査失格によりノーコンテスト。
第8試合 ウェルター級ワンマッチ 5分3R
○  ジェームス・ヘッド vs.  ブライアン・エバーソール ×
3R終了 判定2-1（29-28、28-29、29-28）
第9試合 ヘビー級ワンマッチ 5分3R
○  シーク・コンゴ vs.  ショーン・ジョーダン ×
3R終了 判定3-0（30-28、30-27、30-27）
第10試合 ミドル級ワンマッチ 5分3R
○  ティム・ボッシュ vs.  ヘクター・ロンバード ×
3R終了 判定2-1（29-28、28-29、29-28）
第11試合 UFC世界バンタム級暫定王座決定戦 5分5R
○  ヘナン・バラオン vs.  ユライア・フェイバー ×
5R終了 判定3-0（49-46、50-45、49-46）
※バラオンが王座獲得に成功。

### 各賞
ファイト・オブ・ザ・ナイト： ブライアン・キャラウェイ vs. ミッチ・ゲイグノン
ノックアウト・オブ・ザ・ナイト： ライアン・ジモー
サブミッション・オブ・ザ・ナイト： マット・リドル
各選手にはボーナスとして65,000ドルが支給された。